# Campionat d'Àsia-Oceania de corfbol
El Campionat d'Àsia-Oceania de corfbol és una competició esportiva de caràcter internacional organitzada per la Federació d'Àsia-Oceania de Corfbol en l'àmbit d'aquests continents, disputat des de l'any 1990. El fet que hi hagi poques federacions en aquests continents va fer que organitzin un campionat conjunt i que constituïssin una federació bicontinental. En alguna edició també hi ha participat Sud-àfrica.
| Campionat d'Àsia-Oceania de corfbol |      |         |              |             |             |              |
|                                     | Any  |         | Seu          | Campions    | 2a posició  | 3a posició   |
| I                                   | 1990 | Detalls | Indonèsia    | Xina Taipei | Austràlia   | Hong Kong    |
| II                                  | 1992 | Detalls | Índia        | Xina Taipei |             |              |
| III                                 | 1994 | Detalls | Austràlia    | Xina Taipei | Austràlia   | Indonèsia    |
| IV                                  | 1998 | Detalls | Sud-àfrica   | Xina Taipei |             |              |
| V                                   | 2002 | Detalls | Índia        | Xina Taipei | Austràlia   | Índia        |
| VI                                  | 2004 | Detalls | Nova Zelanda | Austràlia   | Xina Taipei | Nova Zelanda |
| VII                                 | 2006 | Detalls | Hong Kong    | Xina Taipei | Austràlia   | Índia        |
| VIII                                | 2010 | Detalls | Xina         | Xina Taipei | Xina        | Austràlia    |
| IX                                  | 2014 | Detalls | Hong Kong    | Xina Taipei | Austràlia   | Xina         |
| X                                   | 2018 | Detalls | Japó         |             |             |              |